# Noua Wong
Noua Wong (Rio de Janeiro, 24 de Maio de 1983) é uma atriz, bailarina e coreógrafa luso-brasileira. Namora com o também ator, cantor e coreógrafo Vítor Fonseca. Começou ainda pequena a fazer comerciais para TV. Seu primeiro trabalho foi no lançamento da campanha do EURO onde explicava como seria a troca da moeda de Escudos para Euro. Tirou um curso de manequim e fez vários desfiles para grandes marcas.Também foi manequim exclusiva da estilista portuguesa Fátima Lopes. Formada em Gestão de sistemas informáticos mas sem nunca exercer e acabando por se dedicar a estudar dança e teatro.

## Filmografia

### Televisão
| Ano         | Projeto                             | Papel          | Notas            | Canal |
| ----------- | ----------------------------------- | -------------- | ---------------- | ----- |
| 2010 - 2011 | Morangos Com Açúcar (8.ª Temporada) | Jacinta Romão  | Elenco Principal | TVI   |
| 2012        | Amor SOS                            | Lúcia          | Elenco Principal | TVI   |
| 2012        | Morangos com Açúcar – O Filme       | Jacinta Romão  | Elenco Principal | TVI   |
| 2012 - 2013 | Dancin' Days                        | Filipa         | Elenco Principal | SIC   |
| 2016        | Rainha das Flores                   | Vera           | Elenco Adicional | SIC   |
| 2017 - 2018 | País Irmão                          | Janice         | Elenco Adicional | RTP1  |
| 2017 - 2018 | O Sábio                             | Dulce da Silva | Elenco Principal | RTP1  |
| 2022 - 2023 | Operação Maré Negra                 | Prostituta     | Elenco Adicional | RTP1  |
| 2023        | Dança Comigo                        | Ela Própria    | Jurada           | RTP1  |
| 2025        | A Protegida                         | Aruna Khan     | Elenco Principal | TVI   |

### Cinema
| Ano  | Filme                         | Papel            |
| ---- | ----------------------------- | ---------------- |
| 2018 | Linhas de Sangue              | Safira           |
| 2015 | O Pátio das Cantigas          | A indiana Shanta |
| 2012 | Morangos com Açúcar – O Filme | Jacinta Romão    |